# Craton de Pilbara

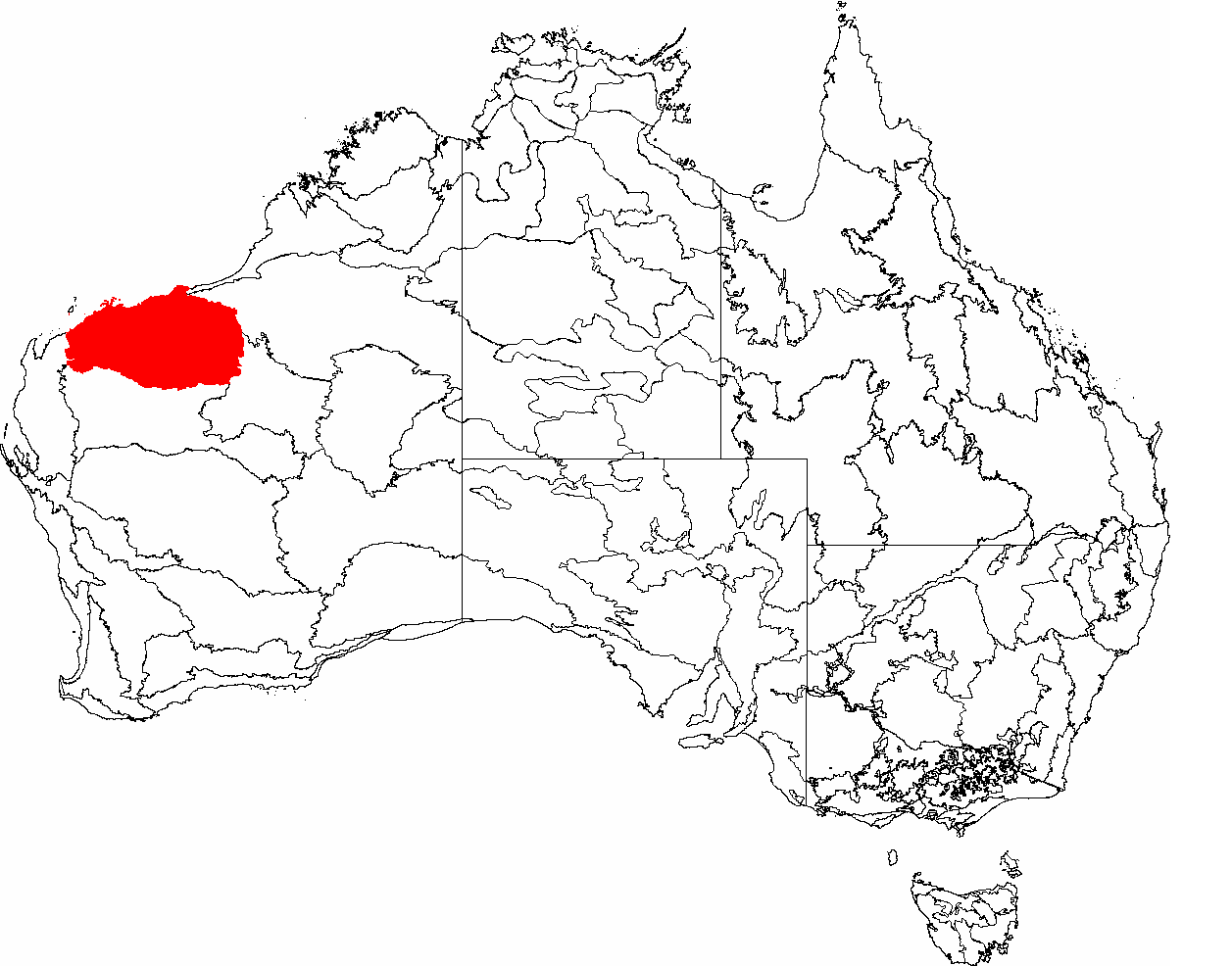
Carte d'Australie. La région de Pilbara est en rouge.

Le craton de Pilbara est une partie ancienne et stable de la lithosphère continentale située dans la région de Pilbara en Australie-Occidentale.

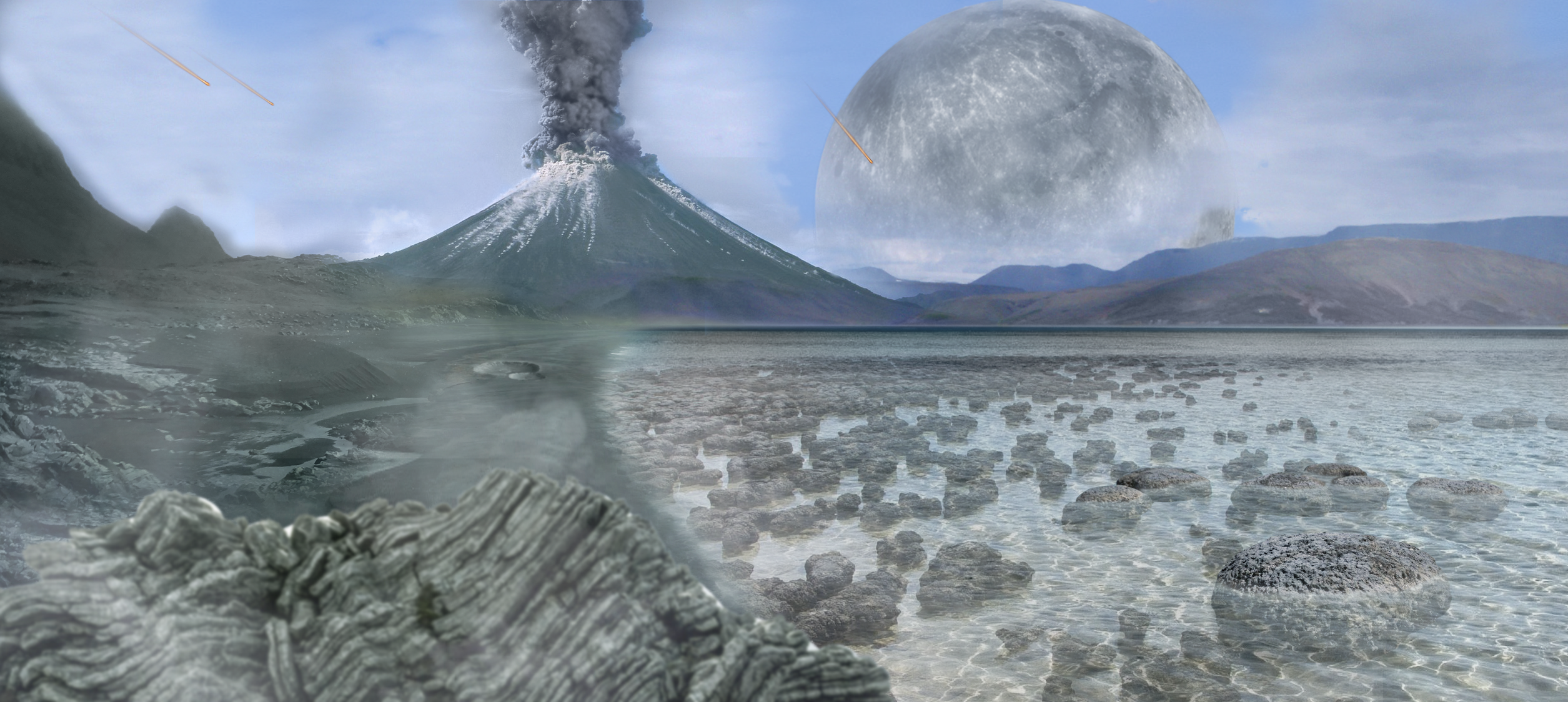
Reconstitution d’un paysage archéen.

## Description

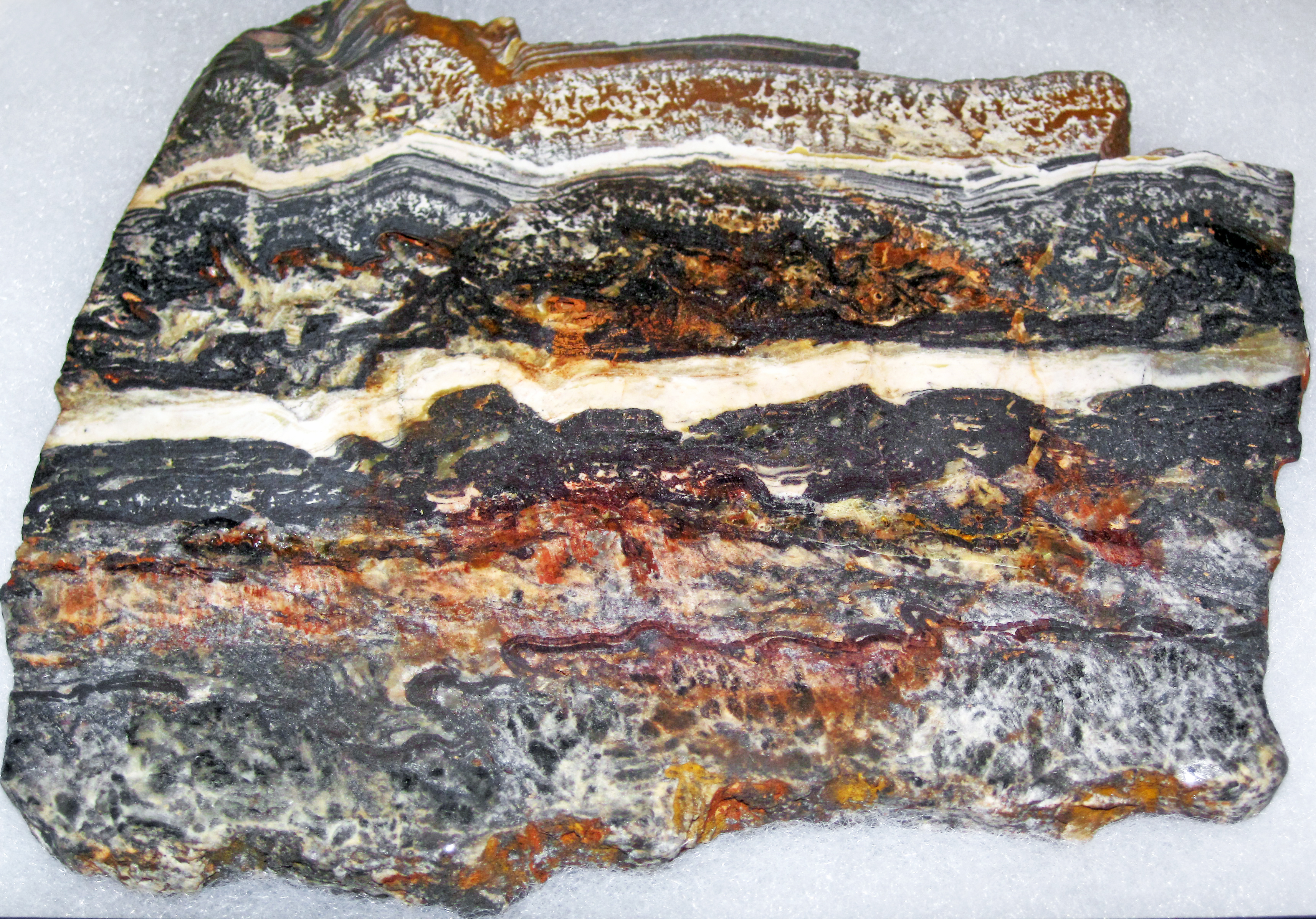
Ces stromatolites fossilisés produits par des bactéries, datant de 3,48 milliards d'années, seraient les premières traces de vie sur Terre, Craton de Pilbara

Avec le craton du Kaapvaal en Afrique du Sud, le craton de Pilbara est l'une des deux seules croûtes continentales archéennes préservées, datant du Paléoarchéen et du Mésoarchéen soit 3,6 à 2,7 Ga (milliards d'années). Les deux cratons ont probablement fait partie du supercontinent Vaalbara ou de celui d'Ur.
En mai 2017, des traces des plus anciennes formes de vie terrestres, datées de 3,48 Ga, ont été trouvées dans un gisement d'opale et d'autres minéraux apparentés — qu'on trouve souvent près des sources chaudes et des geysers — dans le craton de Pilbara,.
Les formes de vies les plus anciennes directement connues sont des fossiles de micro-organismes perminéralisés dans des roches australiennes vieilles de 3,465 Ga,.